# Suleeswaranpatti
Suleeswaranpatti es una ciudad y nagar Panchayat situada en el distrito de Coimbatore en el estado de Tamil Nadu (India). Su población es de 20104 habitantes (2011). Se encuentra a 47 km de Coimbatore.

## Demografía
Según el censo de 2011 la población de Suleeswaranpatti era de 20104 habitantes, de los cuales 10039 eran hombres y 10065 eran mujeres. Suleeswaranpatti tiene una tasa media de alfabetización del 83,88%, superior a la media estatal del 80,09%: la alfabetización masculina es del 89,85%, y la alfabetización femenina del 76,24%.